# 10203 Flinders
A 10203 Flinders (ideiglenes jelöléssel 1997 PQ) a Naprendszer kisbolygóövében található aszteroida. F. B. Zoltowski fedezte fel 1997. augusztus 1-én.